# Leptochloa chinensis
Leptochloa chinensis är en gräsart som först beskrevs av Carl von Linné, och fick sitt nu gällande namn av Christian Gottfried Daniel Nees von Esenbeck. Leptochloa chinensis ingår i släktet spretgräs, och familjen gräs. Inga underarter finns listade i Catalogue of Life.